# Sońsk
Sońsk è un comune rurale polacco del distretto di Ciechanów, nel voivodato della Masovia.
Ricopre una superficie di 154,99 km² e nel 2004 contava 8 177 abitanti.